# Hydrophis donaldi
Espèce
Hydrophis donaldi est une espèce de serpents de la famille des Elapidae.

## Répartition
Cette espèce marine est endémique des eaux du golfe de Carpentarie au Queensland en Australie.

## Étymologie
Cette espèce est nommée en référence à Dave Donald.

## Publication originale
- Ukuwela, Sanders & Fry, 2012 : Hydrophis donaldi (Elapidae, Hydrophiinae), a highly distinctive new species of sea snake from northern Australia. Zootaxa, n. 3201, p. 45–57.